# 국가관할권
국가관할권(國家管轄權)은 한 국가가 사람, 물건, 사건 등에 대하여 행사할 수 있는 권한의 총체로 국가 주권(主權)의 구체적 발현형태이다. 국가 관할권은 국가가 국제법의 규율을 받는다는 전제에서 한나라의 국제법이 부여하는 한도내에서 유효하게 법률행위를 할 수 있다는 국가의 주권적(主權的)인 권한(sovereign power)을 의미한다. 원래 근대국가가 성립할 당시에는 국가의 존재를 확고히 하기 위하여 국가가 갖는 주권(主權)은 대내적으로 최고이며 대외적으로는 독립의 지위를 갖는 무제한의 권한(summa potestas)으로 주장되었으나 국제사회의 발전과 더불이 국가의 주권(主權)은 타국으로부터 독립을 의미하며,국가는 국제법에 직접 종속하여야 한다는 주권 개념의 변화와 더불어 주권의 구체적인 발현으로 국제법에 근거하는 국가 관할권이론으로 발전된 것이다.

## 분류
- 입법관할권(jurisdiction to prescribe): 입법관할권은 국가가 입법부의 행위, 행정부의 명령과 규칙, 재판소의 선례 등을 통해 법규범을 선언하는 힘을 뜻한다.
- 집행관할권(jurisdiction to enforce): 제정된 법규를 행정적 또는 사법적 행동을 통하여 실제 사건에 적용하는 힘
- 행정관할권: 행정기관이 체포, 수사, 강제조사, 압수, 억류 등 물리적 강제조치에 의하여 국내법을 집행하는 권한(사법관할권: 사법기관이 그 재판관할의 범위를 정하고 국내법령을 적용하여 구체적인 사안의 심리와 판결의 집행을 행하는 권한)
- 수동적(소극적) 속인주의(passive personality principle): 수동적(소극적) 속인주의는 피해자 국적국이 관할권을 행사하는 원칙이다.
- 능동적(적극적) 속인주의(active personality principle): 가해자 국적국의 관할권을 행사한다면 그것은 능동적(적극적) 속인주의이다.
- 속지주의(territorial principle): 행위지 중심
- 보호주의(protective principle)
- 보편주의(universality principle): 국제사회의 공동의 이익을 해하는 자에 대한 보편주의가 있다.항공기 불법납치, 항공기 안전저해, 외교관 등에 대한 공격 등에 제한적으로 적용되고 있다.
- 범죄인인도: 영미법계는 자국민을 인도하는 반면, 대륙법계는 자국민 불인도원칙을 내세우고 있어 자국민 인도법칙은 국제법상 확립된 것으로 볼 수 없다. 정치범은 불인도가 원칙이다. 1833년 벨기에 범죄인인도법이 최초이며 그 후 1834년 벨기에-프랑스 범인인도조약 등을 계기로 확대되었다. 현재 정치범죄로 인정되지 않는 경우로 범죄인 인도불인도에 대상이 되지 않는 것은 무정부주의자의 범죄(anarchist offence), 전시반역(quislingism), 전쟁범죄(war crimes), 전쟁관련범죄(인도에 대한죄, 평화에 대한 죄), 화폐 또는 유가증권의 위조, 제노사이드, 항공기 납치, 살인 납치 등의 테러활동, 국가원수와 그 가족에 대한 살해(벨기에조항, 가해조항), 고문, 수류탄투척, 은행강도 등이 있다.
  - 피노체트 사례: 피노체트는 1973년 쿠데타로 정권을 장악하고 17년 동안 칠레의 대통령으로서 통치하면서 17년 동안 피노체트는 살인 고문 인질 범죄 등 수많은 반인륜적 범죄를 저질렀다. 1998년 10월 16일 신병치료 차 런던 방문 중인 피노체트를 스페인의 가르손 판사가 영국과 스페인의 범죄인 인도 협정과 유럽테러협약에 따라 과거 집권 당시 그가 스페인 시민 등 94명을 살해한 혐의로 기소하고 신병인도를 요구하고 국제 체포 영장(international arrest warrant)을 발부하였다.

## 같이 보기
- 주권면제
- 로터스호 사건